# دربنگا
دربنگا
شهر دربنگا (به انگلیسی: Darbhanga) با جمعیت ۳۰۷٫۸۶۷ نفر در ایالت بیهار در کشور هند واقع شده‌است.